# Barbiersbrug
De Barbiersbrug (brug 404) is een vaste brug in Amsterdam-Zuid.

## Ligging
De dertig meter brede verkeersbrug vormt de verbinding tussen de Ferdinand Bolstraat en de Scheldestraat. De liggerbrug met een doorvaartbreedte van 10 meter overspant het Amstelkanaal met zijn Jozef Israëlskade en Amstelkade. Ten noordoosten van de brug lag het complex van de Oude RAI en sinds 1971 het Hotel Okura Amsterdam. Een paar honderd meter naar het oosten ligt de Gerard Revebrug, ook van Kramer. De brug maakt onderdeel uit van Plan Zuid.

## Brug
De brug werd hier neergelegd in 1927/1928 naar een ontwerp van Cornelis Biemond (technisch gedeelte) en Piet Kramer (esthetisch gedeelte) met een algemene verantwoordelijkheid van architect/directeur Wichert Arend de Graaf van Publieke Werken. Kramer ontwierp een brug in de Amsterdamse Schoolstijl met siersmeedijzeren (circa 6000 kg) balustrades. Ook de beeldhouwwerken (de vier beelden bestaan uit een faunskop tot de kin in golvend water, een opgerolde slang omgeven door golvend water, een kop in de golven en een vis in het water) van Hildo Krop ontbreken niet. Kramer was lang bezig met zijn ontwerp. Tekeningen gaan terug tot 1916, maar de Eerste Wereldoorlog gooide roet in het eten. Krediet kwam er pas in 1925 en toen kon de stad beginnen met de vervanging van de inmiddels aangelegde houten noodbrug. Kramer leverde met brug 404 een van de opmerkelijkste bruggen van de stad. Dit geldt niet zozeer voor de brug zelf, als wel de daarbij geprojecteerde vier brughuisjes, die vanaf de oplevering in 1928 dienstdeden als (kleine) winkelruimten (16 m² vloeroppervlak per stuk). Ook die huisjes zijn opgetrokken in de stijl van de Amsterdamse School (recht-toe-recht-aan en hoekig) met vier gelijksoortige schoorstenen, tentdaken en holle dakpannen. Toch was het andere ontwerp voor de omgeving spectaculairder met nog extra verdiepingen op de huisjes en een overspanning tussen de huisjes, die kon dienen tot zalenverhuur.  De toenmalige schoonheidscommissie zag die extra ruimte niet zitten, vanwege moeilijkheden ze te verhuren. De vier huisjes stonden de zichtbaarheid niet in de weg. Het ontwerp voor deze brug zou Kramer inspireren tot een van de vier ontwerpen voor een brug nabij de Minervalaan, maar die ontwerpen zouden nooit gebruikt worden.
Op de plattegronden van voor de oplevering waren al tramsporen te zien. Vanaf 4 juli 1929 reed tramlijn 20 over de brug maar werd op 3 april 1930 vervangen door tramlijn 25. Op 16 oktober 1977 kwam tram 12 daarbij. In december 2013 verdween tram 25 uit het straatbeeld in aanloop naar de hervormingen van het tramnet als gevolg van de aanleg van de Noord-Zuidlijn. 
De brug werd in 2004 aangewezen als rijksmonument.

## Naam
De brug ging jarenlang anoniem door het leven, in de volksmond kreeg hij de naam Ferdinand Bolbrug, net als de straat vernoemd naar schilder Ferdinand Bol en ook Scheldebrug, net als de straat vernoemd naar de Schelde. In 2011 heeft de bewonerspartij Vereniging Ons Zuid een initiatiefvoorstel ingediend om de toen nog naamloze brug naar de bouwstijl de "Amsterdamse Schoolbrug" te noemen. In 2016 wilde de gemeente af van de officieuze tenaamstellingen en kon de bevolking van Amsterdam kiezen tussen een anonieme brug (dus alleen aangeduid met brugnummer), de officieuze tenaamstelling officieel maken of een nieuwe naam geven. Voor de brug werd een voorstel ingediend om hem te vernoemen naar de familie Barbiers, die verschillende kunstschilders voortbracht. Dit voorstel werd op 6 december 2016 aangenomen. Ten noorden van het Amstelkanaal liggen meer straten die naar kunstschilders zijn vernoemd.

## Afbeeldingen

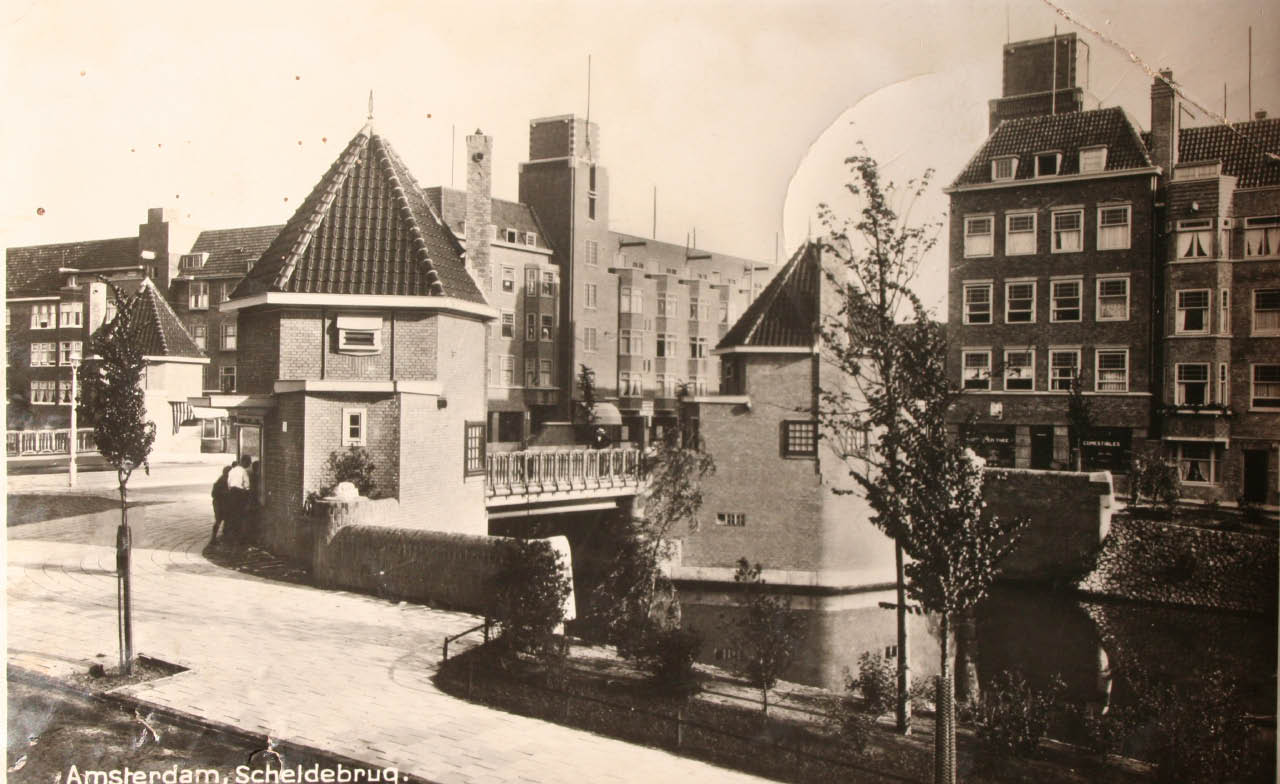
De brug in vroeger tijden
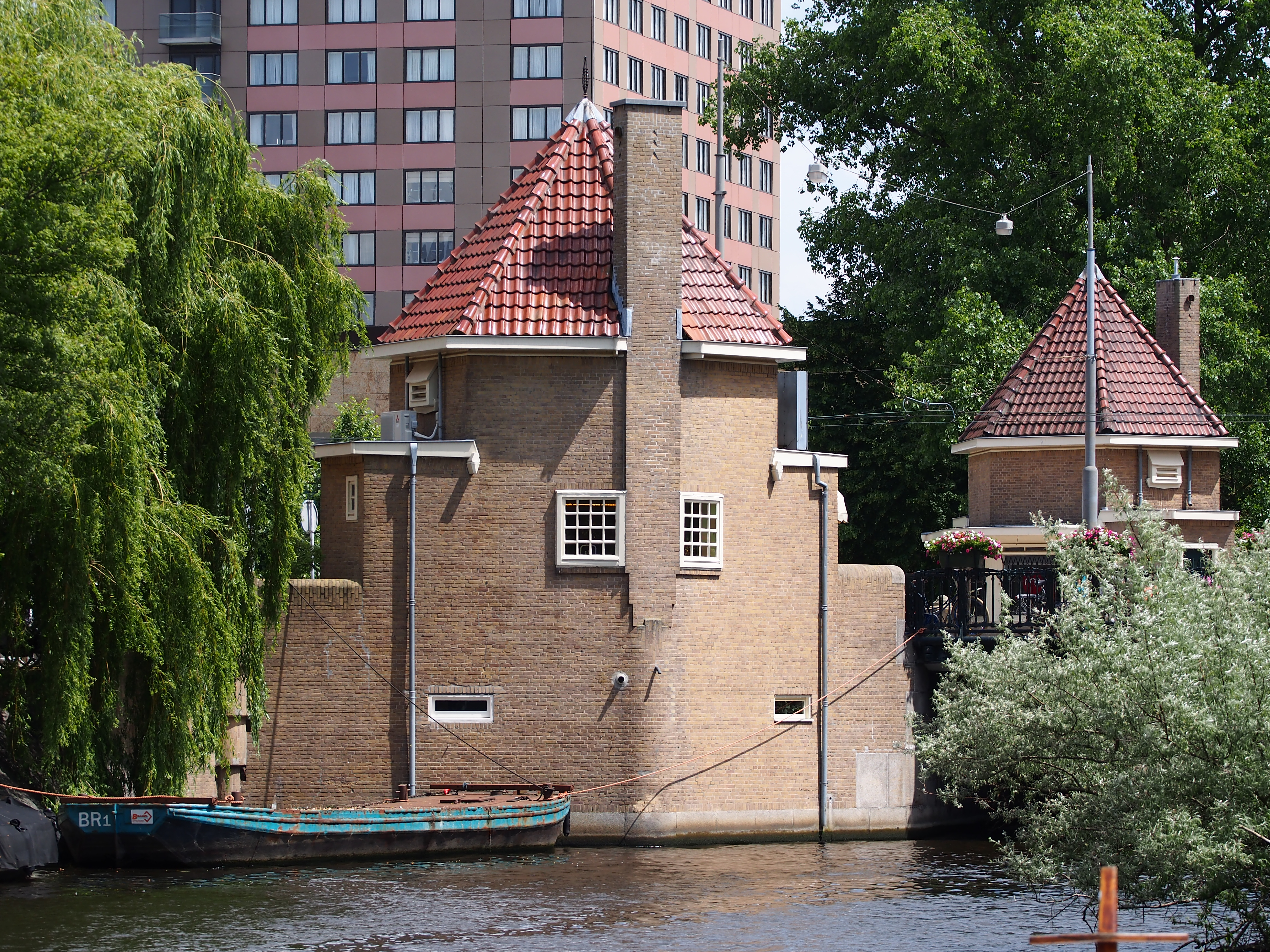
Twee kiosken
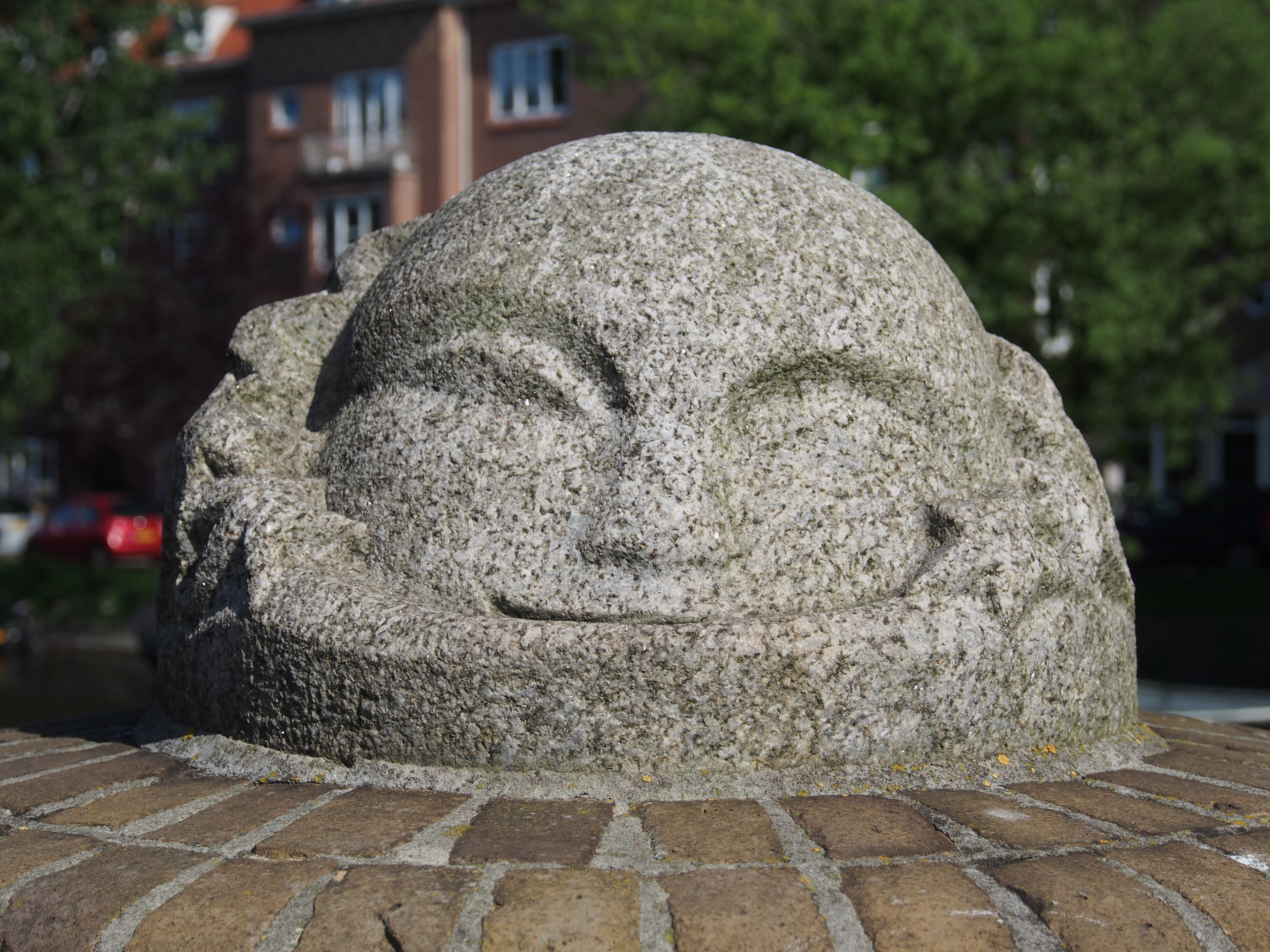
Een van de beeldhouwwerken van Hildo Krop (2016)
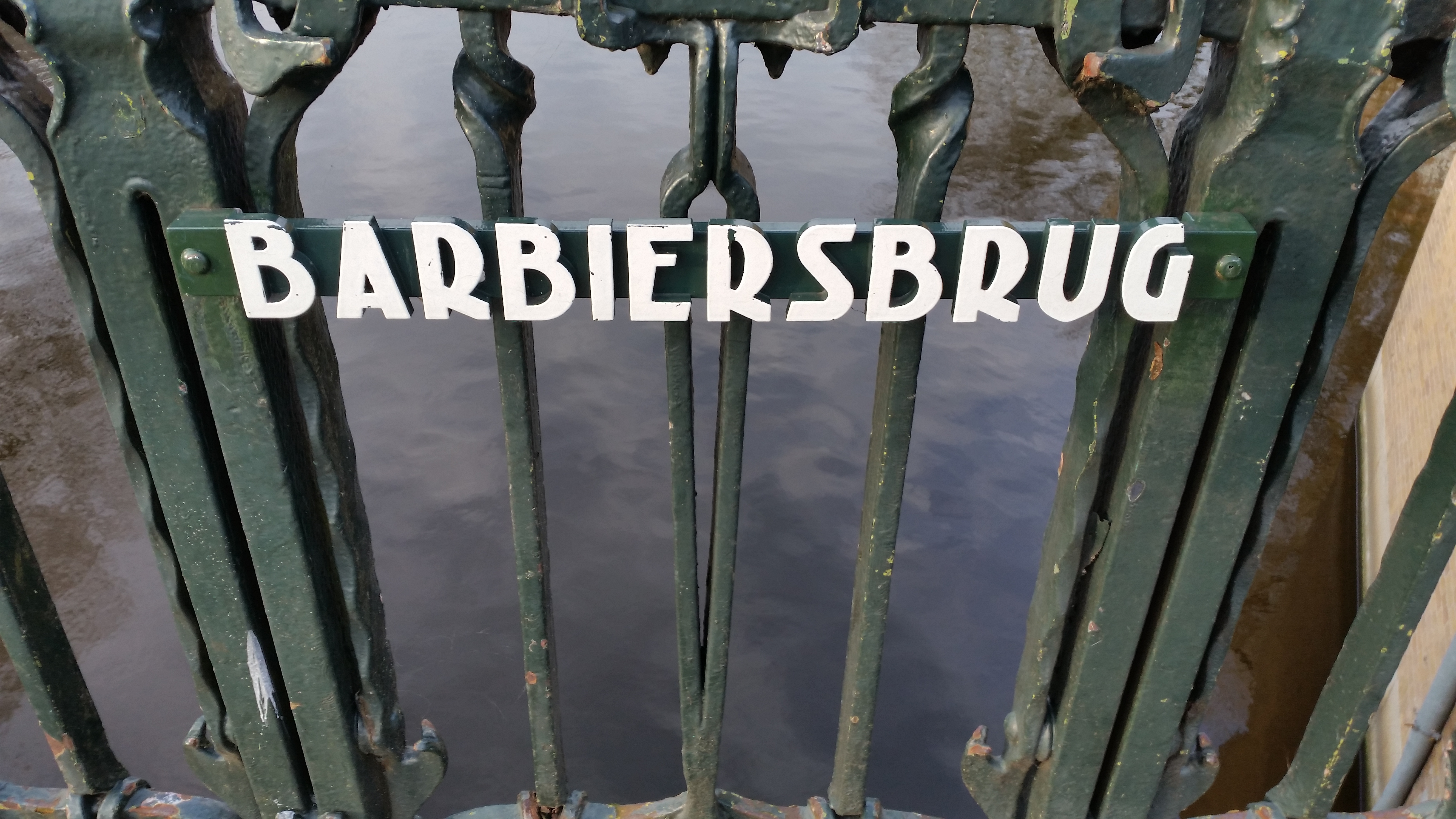
Naamplaat (december 2019)
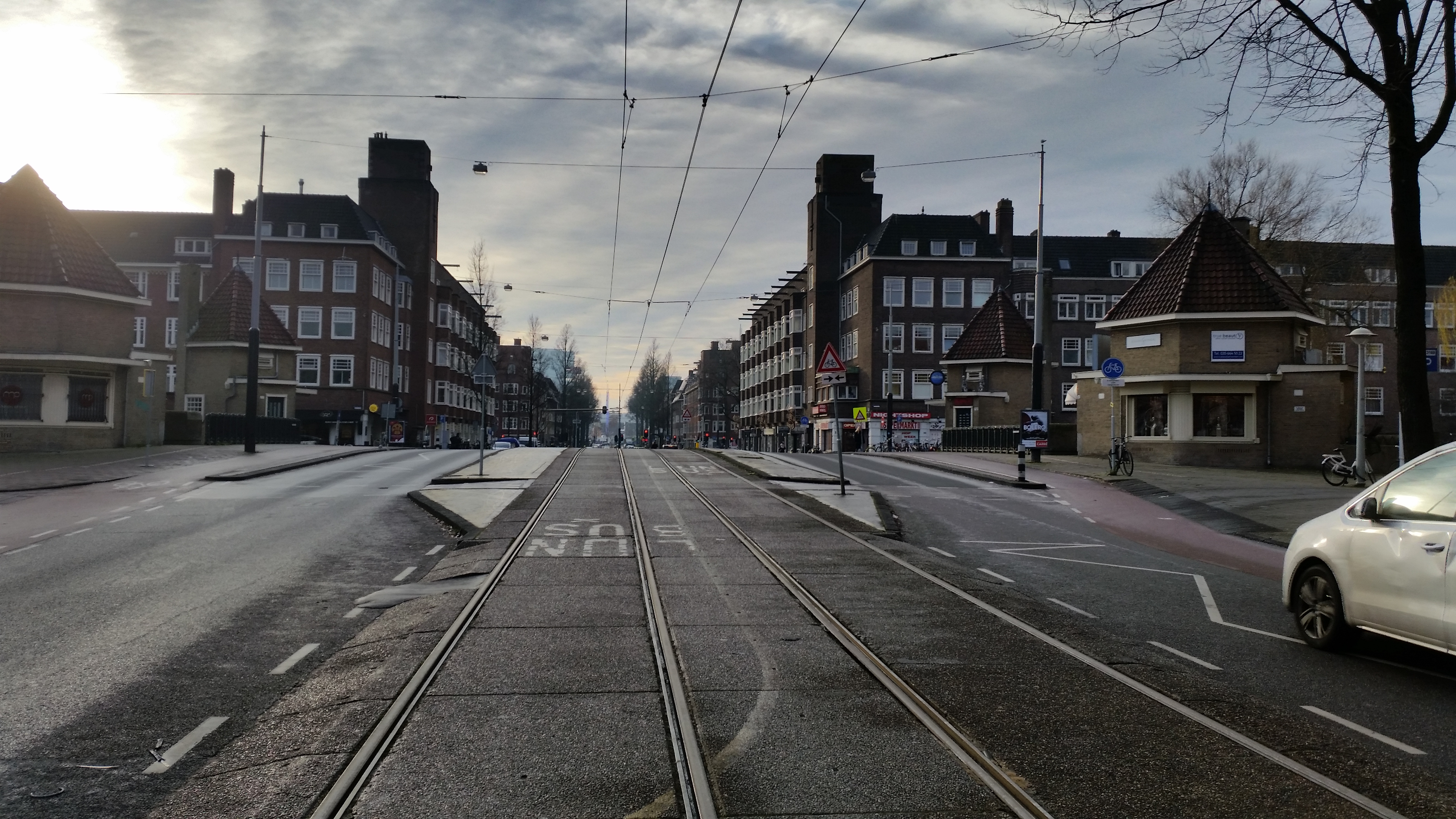
Barbiersbrug richting Scheldestraat (december 2019)

<<< · 400 · 401 · 402 · 403 · 404 · 405 · 406 · 407 · 408 · 409 · 410 · 411 · 413 · 414 · 415 · 416 · 417 · 418 · 419 · 420 · 421 · 422 · 423 · 424 · 425 · 427 · 429 · 430 · 431 · 432 · 433 · 434 · 435 · 436 · 437 · 438 · 439 · 440 · 441 · 442 · 443 · 444 · 445 · 446 · 447 · 448 · 449 · 450 · 451 · 452 · 453 · 454 · 455 · 456 · 457 · 458 · 459 · 460 · 461 · 462 · 463 · 464 · 465 · 466 · 469 · 470 · 471 · 472 · 473 · 474 · 475 · 476 · 478 · 479 · 480 · 482 · 483 · 485 · 486 · 487 · 488 · 489 · 490 · 491 · 492 · 493 · 494 · 495 · 496 · 497 · 499 · >>>
Brugnummers 412, 426, 428, 467, 468, 477, 481, 484 en 498 zijn niet (meer) vergeven.